# Polystichum integripinnum
Polystichum integripinnum là một loài dương xỉ thuộc họ Dryopteridaceae. Loài này được Hayata Bunzō mô tả khoa học đầu tiên năm 1914.